# Przewód wiertniczy
Przewód wiertniczy – służy do przekazywania ruchu obrotowego ze stołu wiertniczego (lub urządzenia Top Drive) na świder.
Składa się z graniatki, rur płuczkowych, obciążników, łączników, stabilizatorów oraz amortyzatorów drgań. Narzędzie wiercące (świder, koronka), według L.Szostaka, nie zalicza się do elementów przewodu wiertniczego.